# Mycteridae
Họ Mycteridae là một nhóm nhỏ bọ cánh cứng.
Họ Mycteridae phân bố khắp thế giới. Có khoảng 30 chi và 160 loài. Có khoảng 20 loài phân bố ở Úc, loài của ba chi phân bố ở Bắc Mỹ (Mycterus, Hemipeplus và Lacconotus)

## Hình ảnh

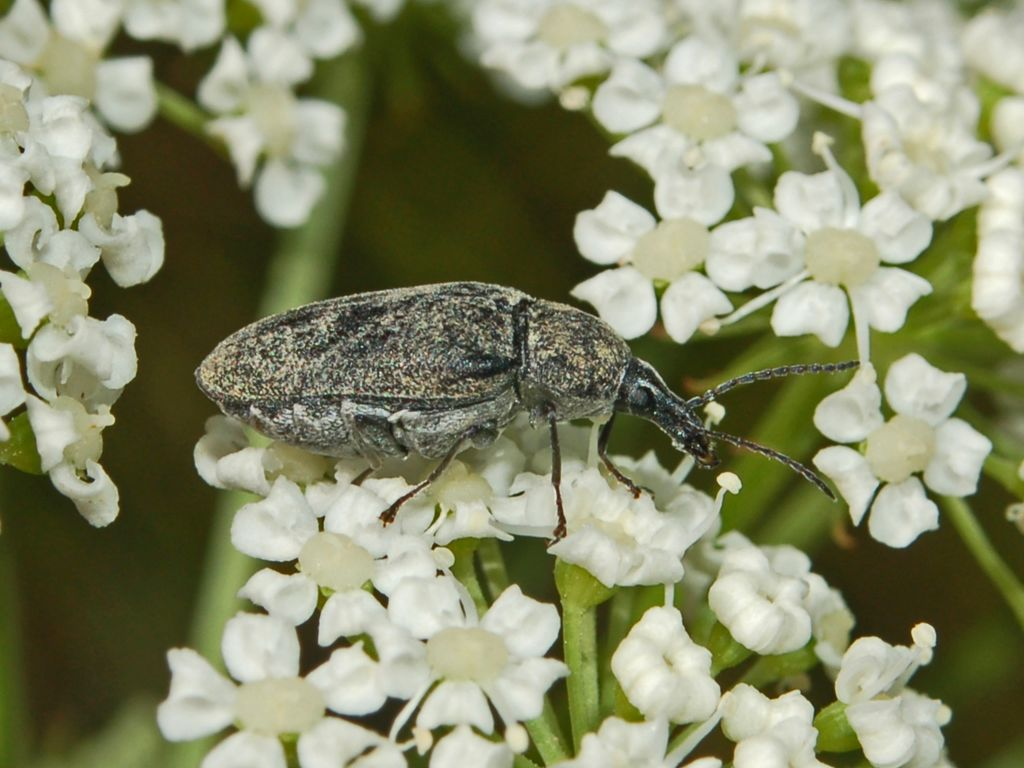
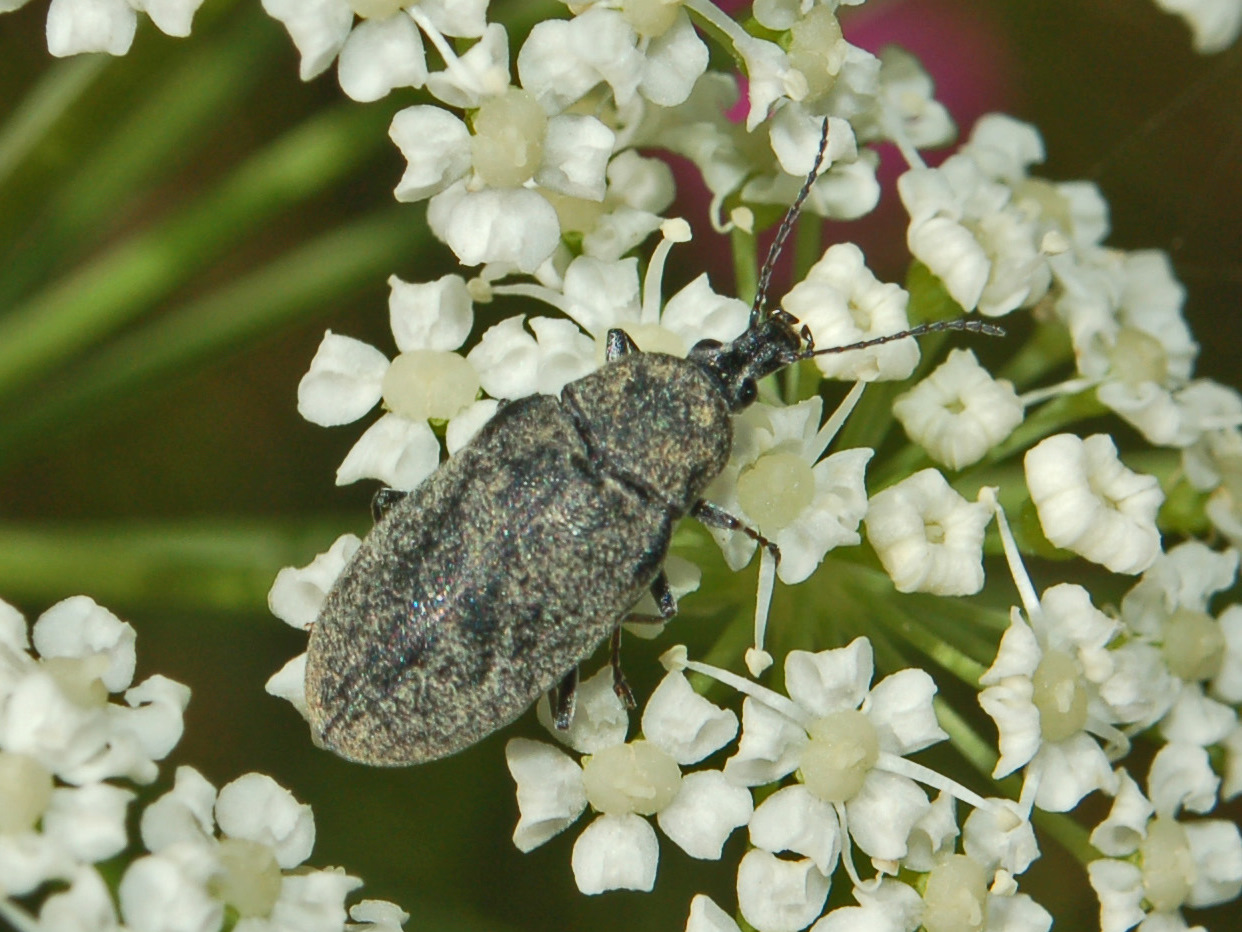